# Andinia trimytera
Andinia trimytera är en orkidéart som först beskrevs av Carlyle August Luer och Rodrigo Escobar, och fick sitt nu gällande namn av Alec M. Pridgeon och Mark W. Chase. Andinia trimytera ingår i släktet Andinia och familjen orkidéer. Inga underarter finns listade i Catalogue of Life.